# Den ekologiska skuldens dag
Den ekologiska skuldens dag (engelska: Earth Overshoot Day) är det beräknade illustrativa kalenderdatumet när mänsklighetens resursförbrukning för året överstiger Jordens förmåga att regenerera dessa resurser det året. Earth Overshoot Day beräknas genom att dela världens biokapacitet (mängden naturresurser som genereras av jorden det året), med världens ekologiska fotavtryck (mänsklighetens konsumtion av jordens naturresurser för det året), och multiplicera med 365, antalet dagar i ett gregorianskt gemensamt kalenderår.

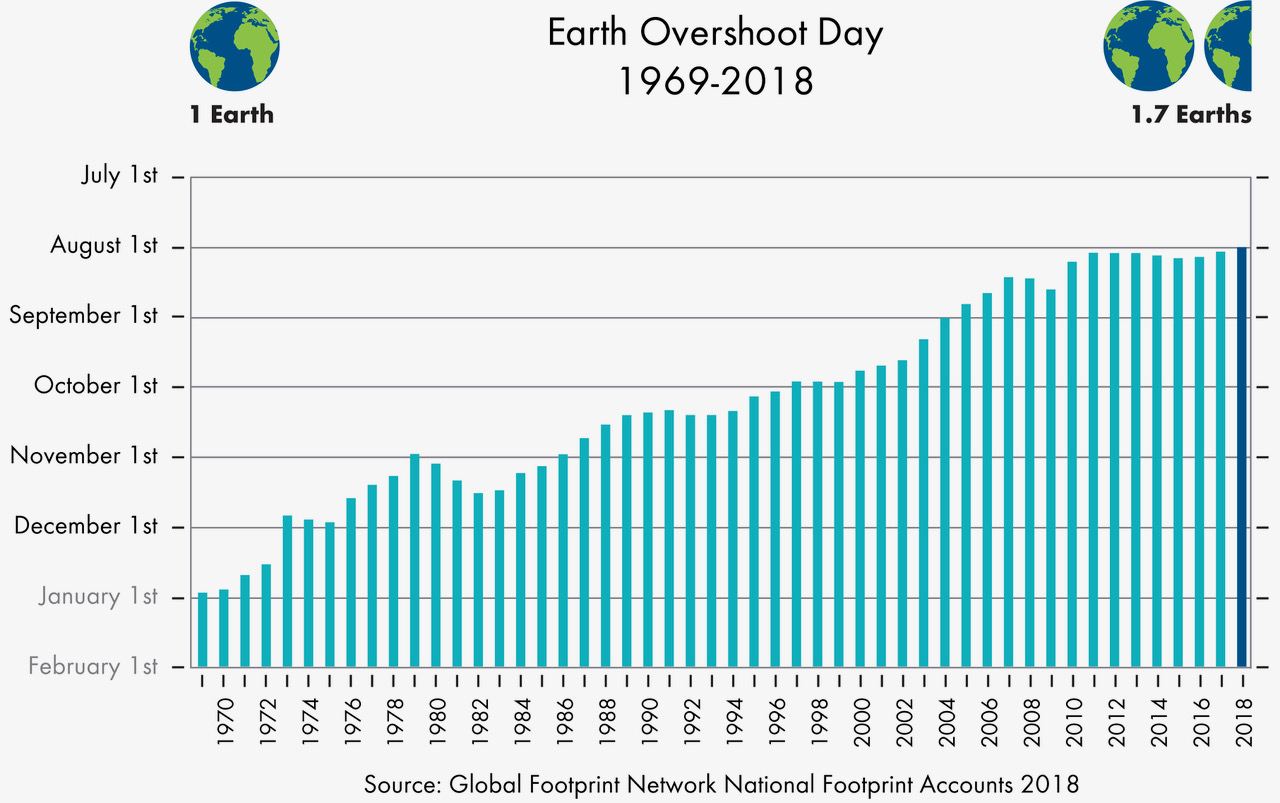
Förskjutning över tid av datumet för Earth Overshoot Day

När Den ekologiska skuldens dag är nådd har mänskligheten förbrukat vad som borde varit jordens totala årskvot för förbrukning av naturresurser.
Ekonomiskt sett representerar Den ekologiska skuldes dag den dag då mänskligheten går in i ett ekologiskt underskott. Ekologiskt sett illustrerar termen nivån som den mänskliga befolkningen överskrider sin miljö. År 2020 var Earth Overshoot Day den 22 augusti.
Earth Overshoot Day beräknas av Global Footprint Network och är en kampanj som stöds av dussintals andra ideella organisationer. Information om Global Footprint Networks beräkningar och nationella ekologiska fotavtryck finns tillgänglig online.

## Bakgrund
Andrew Simms från den brittiska tankesmedjan New Economics Foundation utvecklade ursprungligen begreppet Earth Overshoot Day. Global Footprint Network, en partnerorganisation för New Economics Foundation, lanserar varje år en Earth Overshoot Day-kampanj för att öka medvetenheten om jordens begränsade resurser. Global Footprint Network mäter mänsklighetens efterfrågan på och tillgång till naturresurser och ekologiska tjänster. Global Footprint Network uppskattar att vi på mindre än åtta månader använder mer förnybara resurser och CO2 än vad planeten kan återskapa på ett helt år.
Genom historien har mänskligheten använt naturens resurser för att bygga städer och vägar, för att tillhandahålla mat och skapa produkter och släppt ut koldioxid i en takt som ligger väl inom jordens budget. Men i början av 1970-talet hade den kritiska gränsen nåtts: Mänsklig konsumtion började överträffa vad planeten kunde reproducera. Enligt Global Footprint Networks beräkningar motsvarar vårt behov av förnybara ekologiska resurser och de tjänster de tillhandahåller nu mer än 1,5 jordar. Uppgifterna visar att vi kommer behöva två planeter långt före mitten av 2000-talet.
Förespråkare för Earth Overshoot Day konstaterar att kostnaderna för ekologiskt underskott blir mer tydliga med tiden. Klimatförändringar - ett resultat av att växthusgaser släpps ut snabbare än de kan absorberas av skogar och hav - är det mest uppenbara resultatet och utbredda effekter. Andra citerade effekter inkluderar krympande skogar, förlust av arter, kollaps av fiskbestånd, högre råvarupriser och civil oro.

## Kritik
Breakthrough Institute betraktar idén om Earth Overshoot Day och hur många jordar vi konsumerar som "ett trevligt publicitetsstunt". Enligt FN:s uppgifter regenereras skogar och fiske i sin helhet snabbare än de är utarmade (men medger att "överskottet kan vara mer en återspegling av dålig FN-fiskeridata än sunt fiske"), medan skörd och betesbruk är lika med vad som finns tillgängligt. Därför illustrerar Earth Overshoot Day vatten- och markförvaltning (t.ex. markerosion) dåligt och belyser endast överskottet av koldioxid som mänskligheten släpper utöver vad ekosystemet kan ta upp. Med andra ord motsvarar det ytterligare motsvarande antalet jordar som mänskligheten kräver ett landområde som, om det fylls med kolsänkor som skog, skulle balansera koldioxidutsläppen.
Global Footprint Network påpekar att det ekologiska fotavtrycket tydligt visar klyftan mellan mänsklig efterfrågan och förnyelse. I allt väsentligt överstiger summan av alla krav som konkurrerar om planetens förnyelse nu vad planeten förnyar. Även om bokföringen kan förbättras och fler detaljer läggs till i sina nuvarande tillämpningar på länder, underskattas vanligtvis den mänskliga efterfrågan eftersom inte alla aspekter mäts (det finns luckor i FN-uppgifterna). De överskattar också biokapaciteten eftersom det är tvetydigt att bestämma hur mycket av nuvarande utbyten som möjliggörs av minskad framtida avkastning (till exempel när det gäller överanvändning av grundvatten eller erosion). Därför underskattas det övergripande ekologiska underskottet på global nivå. Detta diskuteras mer detaljerat i två kapitel i Routledge Handbook of Sustainability Indicators (Wackernagel et al. 2018 a och b).
Därför representerar mått på ekologiskt fotavtryck bara de minimala förutsättningarna för hållbarhet. De täcker inte alla materiella aspekter av hållbarhet, bara en grundläggande, minimal förutsättning för att leva inom den regenererande förmågan hos planetens ekosystem.
Som svar på Breakthrough Institute-rapporten påpekar Mathis Wackernagel, grundare och ordförande för Global Footprint Network, att till exempel utarmning av grödor kan inkluderas i ekologiskt fotavtryck (basen för Earth Overshoot Day). Men sådana förbättringar skulle "kräva data som inte FN:s har". Och sådana förbättringar skulle visa en ännu större global överskridning. På samma sätt kan det uppenbara fiskeriöverskottet "vara mer en återspegling av dåliga FN:s fiskeridata än friska fiskebestånd".